# Portia (Gattung)
Portia ist eine Gattung der Springspinnen, die sich von anderen Spinnen ernähren. Sie zeichnen sich durch ihr Jagdverhalten aus, welches die Fähigkeit zu lernen und Probleme zu lösen vermuten lässt – Eigenschaften die üblicherweise wesentlich größeren Lebewesen zugestanden werden.

## Merkmale
Die Tiere sind 4,5 bis 9,5 mm groß. Die Geschlechter ähneln sich, es tritt jedoch gelegentlich ein leichter Geschlechtsdimorphismus auf. Die Tiere sind hauptsächlich in verschiedenen Brauntönen gefärbt.

## Verbreitung
Die Gattung Portia ist im tropischen Afrika und im Süden der Paläarktis verbreitet. Die Arten sind in Afrika, Australien, China, Malaysia, Myanmar, Nepal, Indien, Sri Lanka, auf den Philippinen und in Vietnam anzutreffen.

## Jagdtechniken
Die Jagdweise von Portia-Arten wirkt oft intelligent. Ihre bevorzugte Beute sind Webspinnen zwischen 10 und 200 % ihrer eigenen Größe. Portia-Arten sehen häufig wie im Netz verfangene Blätter aus, oftmals um kurzsichtige Webspinnen zu täuschen.
Beim Auflauern von Webspinnen versuchen sie verschiedene Vibrationsmuster zu erzeugen, um im Netz gefangene, zappelnde Insekten oder die Brautwerbung eines Spinnen-Männchens zu simulieren. Sie wiederholen dabei jegliche Muster, die die Beutespinne dazu bringen, näher zu kommen.
Portia fimbriata wurde dabei beobachtet, drei Tage lang Vibrationen zu erzeugen, bis das Opfer reagierte und näher kam. Sie passen das Eindringen in das gegnerische Netz mit leichten Brisen ab, die die Erschütterungen ihres Näherkommens verschwimmen lassen, und sie weichen zurück, wenn die geplante Beute angriffslustig reagiert. Eine Spinne der Gattung Portia, die sich zurückzieht, kann einen weiteren Versuch unternehmen, indem sie sich von überhängenden Zweigen oder Steinen abseilt, und ihre Beute tötet. Dabei kann sie Umwege auch trotz Verlust des direkten Sichtkontaktes zur Beute unternehmen.

## Arten
Die Gattung Portia gehört zur Unterfamilie der Spartaeinae. Es wurden 17 Arten beschrieben (Stand vom Mai 2010):
- Portia africana (Simon, 1886) – West- und Zentralafrika
- Portia albimana (Simon, 1900) – Indien bis Vietnam
- Portia assamensis Wanless, 1978 – Indien bis Malaysia
- Portia crassipalpis (Peckham & Peckham, 1907) – Singapur, Borneo
- Portia fimbriata (Doleschall, 1859) – Nepal, Sri Lanka, Taiwan bis Australien
- Portia heteroidea Xie & Yin, 1991 – China
- Portia hoggi (Zabka), 1985 – Vietnam
- Portia jianfeng Song & Zhu, 1998 – China
- Portia labiata (Thorell, 1887) – Sri Lanka bis Philippinen
- Portia orientalis Murphy & Murphy, 1983 – Hongkong
- Portia quei Zabka, 1985 – China, Vietnam
- Portia schultzi Karsch, 1878 – Central, Ost- und Südafrika, Madagaskar
- Portia songi Tang & Yang, 1997 – China
- Portia strandi Caporiacco, 1941 – Äthiopien
- Portia taiwanica Zhang & Li, 2005 – Taiwan
- Portia wui Peng & Li, 2002 – China
- Portia zhaoi Peng, Li & Chen, 2003 – China